# 血管透過性・滞留性亢進効果

EPR効果の概要

血管透過性・滞留性亢進効果（Enhanced Permeability and Retention effect、EPR効果）とは、ある程度大きな分子（一般的にはリポソーム、ナノ粒子、高分子薬剤）が腫瘍組織に蓄積する傾向があり、正常組織に蓄積するよりも遥かに高濃度に達するという概念である。1986年に熊本大学医学部の松村、前田により初めて報告された。EPR効果は受動的標的薬物療法の一種である。この概念には疑義もある。

## 概要
この現象に対する一般的な説明は、腫瘍細胞が急速に成長するために血管の生成を刺激し、未成熟な血管が成長するというものである。がんの血管新生には、VEGFなどの成長因子が関与している。150～200μm以上の腫瘍細胞の集合体は、栄養と酸素の供給を濃度勾配による浸透では賄い切れず、新生血管の行う血液供給に依存するようになる。これらの新しく形成された腫瘍血管は、通常その形態と構造が異常である。腫瘍血管は平滑筋層を欠き内腔が広く、アンジオテンシンIIに対する機能的受容体が損なわれ、広い柵状配列を持つ欠陥のある内皮細胞である。また腫瘍組織は通常、効果的なリンパ液の排出路を欠いている。これらの要因は全て、特に高分子薬剤の輸送の薬力学的特異性に繋がっている。この薬力学的現象が、固形がんにおける高分子と脂質の“EPR効果”と呼ばれる。EPR効果は、固形がん組織における高分子の血管外遊出の促進に関与する多くの病態生理学的因子によりさらに増強される。例えば、ブラジキニン、一酸化窒素／過酸化亜硝酸塩、プロスタグランジン、血管透過性因子（血管内皮細胞増殖因子；VEGF）、腫瘍壊死因子などである。滞留を増加させる要因の1つは、通常の状態ではそのような粒子を濾過除去するはずのリンパ管が腫瘍領域の周囲にないことである。

## 応用
EPR効果は、ナノ粒子やリポソームのがん組織への送達に用いられる。
従来の低分子活性物質は、血液中での半減期が短いのが普通であった。これらの活性物質は分子サイズが小さいため、腎小体で血液から分離されて尿中に排泄される（腎クリアランス）。また、体内での短い滞留時間中に有効成分の分子は健康な組織にも拡散し、全身にほぼ均等に分布する。そのため、比較的少量の有効成分しか、実際の目的地である病巣に到達しない。健康な組織では、活性物質が望ましくない副作用を引き起こすことがあり、最終的には活性物質の投与量が制限されるため、効果的な治療が困難になることが多い。
高分子は、低分子化合物とは対照的に、健康な組織では拡散によって内皮細胞の毛細血管壁を乗り越えることはできず、健康な組織には副作用がほとんど及ばない。一方、腫瘍ではEPR効果により、大きな分子や分子群が腫瘍組織内に拡散することが可能である。リンパ系が欠損しているため、拡散した物質が排出されず腫瘍に蓄積される。活性物質を個々の低分子の形で使用するのに比べ、治療の幅が広がると期待される。活性物質は特定の作用部位に、例えば健康な組織よりも高い濃度で存在する。この違いは、化学療法薬のような副作用の大きい活性物質には特に有利である。
高分子の大きさは、EPR効果にとって決定的な重要性を持っている。20kDa程度のモル質量から、EPR効果が観測される。近年、高分子-薬物複合体を用いた多くの研究が行われている。モル質量は約20 - 200kDaの範囲である。健康なヒトでは、いわゆる腎臓の閾値は約30 - 50kDa（約5-7nmに相当）であり、複合体分子は尿中に排泄され難い。
高分子キャリアとしては、ポリ乳酸やポリ-N-(2-ヒドロキシプロピル)メタクリルアミド（PHPMA）などの生体適合性高分子があるが、デンドリマーやナノ粒子も臨床試験で使用されている。よく使われる担体分子にアルブミンがある。活性物質分子はこれらの担体材料に結合している。これらは通常、ドキソルビシンなどの細胞毒である。活性物質分子は開裂可能なリンカーを介して担体分子に結合することも可能である。切断可能なリンカーは、活性物質の放出、即ち担体分子からの分離を可能にする必要がある。いくつかのコンセプトが議論されテストされている。例えば、腫瘍の中で著しく低いpH値によって切断されるリンカーなどである。これには、酸に不安定なヒドラゾン類が含まれる。また、エステラーゼで切断されるエステル結合のように、酵素的に切断され易いリンカーもコンセプトの一つである。また、多くの体細胞のリソソームに存在する酵素カテプシンBによって切断されるテトラペプチドGly-Phe-Leu-Glyのような短いペプチド配列も使用されている。
ポリマーの腫瘍への浸透の程度は、幾つかの要因に依存する。ポリマーのサイズ、より正確にはポリマーのモル質量に加え、その電荷やポリマー内の電荷分布、ポリマーの立体配座、親水性、免疫原性などが重要なパラメータとなる。
モル質量が約40kDa以上で腎臓を介した急速な排泄を防ぐことができ、ポリマーの電荷が中性であることが目安である。どちらの対策も、循環血中により長く留まるためのものである。ポリエチレングリコール基の使用（PEG化）は、しばしば有利である。ポリマーが腫瘍に蓄積されるためには、血漿中半減期が高いことが重要である。
さらに、腫瘍の大きさもポリマーの取り込みに影響を与えうる。小さな腫瘍は大きな腫瘍よりも多量のポリマーを取り込む傾向にある。

## 製剤の例
Caelyxは、ドキソルビシンをPEG化リポソームに封入した特殊な製剤である。これにより、ドキソルビシンの心毒性が大幅に軽減される。アブラキサンでは、有効成分であるパクリタキセルがアルブミンと結合している。ジノスタチンの場合、有効成分ネオカルジノスタチンがスチレン-マレイン酸共重合体に結合しており、血漿中のアルブミンと結合するため、総質量が約80kDaに達する。
これらの既承認医薬品に加え、現在EPR効果にもとづくさまざまな活性物質が臨床試験中である。
例の1つに、金ナノ粒子による熱焼灼に関する研究があり、がん治療において放射線や化学療法を補完する可能性が示されている。ナノ粒子が腫瘍に到達すると、皮膚を貫通する近赤外レーザーに反応して加熱することができる（光熱効果）。この治療法は、化学療法や他のがん治療と併用すると効果的であることが示されている。

## 発見の経緯
1986年、松村保広と前田浩の2人の日本人によって、EPR効果が初めて報告された。幾つかの実験シリーズで、彼らは12～160kDaの異なるモル質量のさまざまなタンパク質を51Crで標識した。使用したタンパク質は、オボムチン（M=29,000 g･mol-1）、ウシアルブミン（M=69,000 g･mol-1）、マウス免疫グロブリンG（M=160,000 g･mol-1）の他、半合成のSMANCS（M=16,000 g･mol-1）であった。その結果、腫瘍のあるマウスの腫瘍組織に、これらのペプチドが有意に蓄積していることを検出できた。この最初の実験では、腫瘍内の濃度は血液内の濃度の最大5倍であった。SMANCSは活性物質ネオカルジノスタチン色素団（NCS）が結合したスチレン-マレイン酸共重合体で、数年前に前田が初めて化学療法薬として合成したものである。この複合体について、松村と前田は投与の19時間後に腫瘍内の濃度が血中濃度に比べて3.2倍になることを見出した。一方、モル質量659.64g･mol-1の非複合体薬NCSでは、以前の実験で1倍にさえ届かなかった。SMANCSを腫瘍に繋がる動脈から動脈内投与した処、前田の研究グループはSMANCSの腫瘍／血液の濃度比を1200倍にまで高めることに成功した。腫瘍にタンパク質が蓄積する原因として、彼らは、a) 腫瘍の血管過多、b) 以前から他の研究グループにより明らかにされていた腫瘍の血管透過性の増大、c) 毛細管を介した高分子の除去能力の低下、d) 腫瘍のリンパ系の発達不全 がこれらの分子の除去を著しく制限していると仮定した。腫瘍のリンパ系の発達が悪いことは、1984年に前田らの研究グループ自身が実証している。一方健康な組織では、高分子と脂質はリンパ系を介して比較的早く間質から輸送される。
合成高分子を用いた薬物送達システムの最初のコンセプトは、ドイツの化学者ヘルムート・リングスドルフによる1975年にさかのぼる。

## 反論
EPR効果によりナノ粒子が運ばれ、がん組織内に広がることが想定されているが、通常、投与されたナノ粒子全量のうち固形腫瘍に到達できるのは極一部（中央値0.7%）に過ぎないという報告がある。

## EPR効果の先へ
2016年2月、東京大学工学部の片岡らは、がん腫瘍組織を通る血管に、静的細孔（static pore）の他に、動的間隙（dynamic vent）が開き、血管内の物質が腫瘍組織内に噴出する現象を見出した。腫瘍血管は不規則に開閉し、噴出は概ね60分以内に収束するが、この噴出の機序を解明・制御できれば、固形癌に対する新しい薬物送達法になりうると考えられる。

## 関連資料
- 編集：丸山一雄「特集“EPR効果”」『Drug Delivery System』第33巻第2号、2018年、73-149頁、ISSN 1881-2732。